# Williamsburg (Virginia)
 For alternative betydninger, se Williamsburg. (Se også artikler, som begynder med Williamsburg)
Williamsburg er en by på Virginiahalvøen i Hampton Roads, i det sydøstlige Virginia. Byen har 15.425(2020) indbyggere. Williamsburg grænser op til James City og York, og er en "uafhængig by" (dvs. hører ikke under et county).